# Malmberget

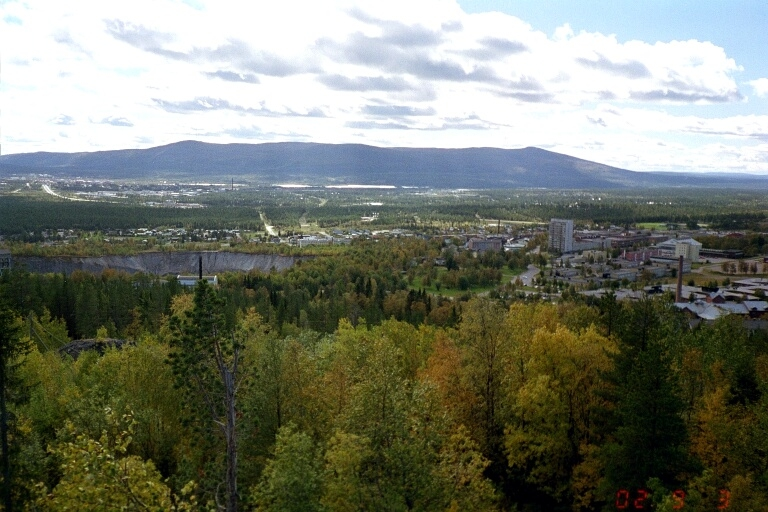
Panorama Malmberget; Rów Kapitański widoczny w środku, po lewej stronie

Malmberget (meänkieli Malmivaara, płn-lap. Málmmavárre) – osiedle górnicze w północnej Szwecji, w Laponii. Leży w gminie Gällivare w regionie Norrbotten i liczy ponad 6000 mieszkańców (2005), nie posiada praw miejskich. Malmberget jest w posiadaniu szwedzkiej państwowej spółki kopalnianej LKAB (szw. Luossavaara-Kiirunavaara Aktiebolag), która zatrudnia ok. 1000 jego mieszkańców. Bliźniaczą osadą Malmberget jest miejscowość Gällivare.
Malmberget (w polskim tłumaczeniu Góra Rudy) jest znane z kopalń rudy żelaza, której wydobycie rozpoczęto w 1741 roku na górze Illuvaara (lule Jiellevárre). Pierwsze pociągi wywożące rudę do portu w Luleå zostały uruchomione w 1888 roku. Na początku XX wieku górnicy budowali swoje domy z opakowań po słoninie i dynamicie.
Malmberget jest również znane z rowu Gropen (lub Kaptensgropen, po polsku Rów lub Rów Kapitański), który dzieli osadę na dwie części. Rów ten, o głębokości 200 m, powstał po zawaleniu się stropów kopalń. Pierwsze osunięcie nastąpiło w 1928 roku i odtąd rów stopniowo się powiększał. W 2003 roku osiągnął wymiary 600 m długości i 400 m szerokości. Wiele ulic Malmberget (dawniej ze sobą połączonych) kończy się obecnie przepaścią, a fundamenty niektórych domów wiszą nad urwiskiem. Z dna Gropen widoczne są także zdezintegrowane elementy wodociągu i kanalizacji, wystające ze ścian rowu.
Centrum Malmberget jest strefą osuwiska. Ze względu na bezpieczeństwo wiele budynków zostało wyburzonych (m.in. domy i bloki mieszkalne, pływalnia i duża szkoła) bądź przemieszczonych (m.in. w 1974 kościół  Allhelgonakyrkan z 1944 roku). Istnieje ryzyko dalszego powiększania się rowu. Z każdą kolejną ryzykowną akcją wydobycia rudy w kopalni, spółka LKAB odgradza zagrożone tereny płotem, a budynki właścicieli nieruchomości z tych terenów są wykupywane i konsekwentnie burzone.
W osadzie znajduje się muzeum spółki kopalnianej LKAB, w którym mieści się m.in. rekonstrukcja dawnej prowizorycznej górniczej osady, z której w kolejnych latach wykształciło się Malmberget.
Niedaleko Malmberget (w Gällivare) znajduje się lotnisko Lapland Airport (GEV/ESNG) z pasem startowym o długości 1700 m. Lotnisko ma dzienne połączenia lotnicze ze Sztokholmem-Arlandą.